# Местер, Оскар Эдуард
Оскар Эдуард Ме́стер (нем. Oskar Eduard Messter; 21 ноября 1866 или 22 ноября 1866, Берлин — 6 декабря 1943 или 7 декабря 1943, Тегернзе, Бавария) — немецкий кинопромышленник, кинопродюсер, сценарист, кинооператор и кинорежиссёр

. Пионер кинематографа, автор ряда изобретений и технических усовершенствований в кино.

## Биография
Родился в семье оптика Эдуарда Местера и его жены Марии Вильгельмины. После окончания школы получил образование оптика на фирме своего отца, которая специализировалась на производстве прецизионных и оптических устройств. Кроме того, прошел стажировку в оптической мастерской Пауля Вехтера. В 28 лет унаследовал семейную фирму.
В 1896 году открыл первую в Германии кинофабрику и начал серийный выпуск усовершенствованных им кинопроекционных аппаратов, съёмочных камер и другой аппаратуры. В том же году создал киноателье с применением искусственного освещения и начал снимать (как сценарист, режиссёр, оператор и продюсер) первые немые короткометражные, документальные и игровые фильмы. Открыл кинотеатр на Унтер-ден-Линден в Берлине.
В 1897 году основал фирму «Местер-Проектографенгезельштафт» («Местер-фильм»), на которой были сняты первые немые фильмы. В них были показаны члены немецкой императорской семьи, сцены природы и виды Берлина, снятые с воздушного шара.
В 1903 году осуществил показ первых звуковых фильмов на кинопроекторе и фонографе, устройстве производящем синхронно записанные записи, которое он назвал Биофон (Biophon).
В 1912 году совместно с немецким астрономом Ф. Архенгольдом снял первый в мире фильм о солнечном затмении.
С 1914 года в должности лейтенанта в отделе печати Генерального штаба выпускал хроникально-документальные журналы «Местер-вохеншау». Разработал для Генерального штаба правила цензуры фотографических и кинематографических изображений. Изображения текущих военных событий, убитых, тяжело раненых, оружия, самолётов и военных портовых сооружений, как правило, были запрещены.
В своем меморандуме «Фильм как средство политической рекламы», написанном в августе 1916 года, обосновал необходимость немецких пропагандистских фильмов в ответ на «антигерманские фильмы» государств Антанты. В том же году основал совместно с австрийским кинематографистом Александром Йозефом Коловрат-Краковским студию Sascha-Messter, снимавшую военные репортажи с полей сражений Первой мировой войны.
После окончания войны продал свои предприятия в Берлине и Вене за 5,3 миллиона золотых марок (9 427 249 евро), они были включены в недавно основанную УФА. С 1917 года занимался преимущественно вопросами техники кино. В 1920 году основал «Немецкое кинотехническое общество».
С 1928 года был экспертом по вопросам кинотехники в фирме «Тобис». Один из основателей немецкой оптической ассоциации.

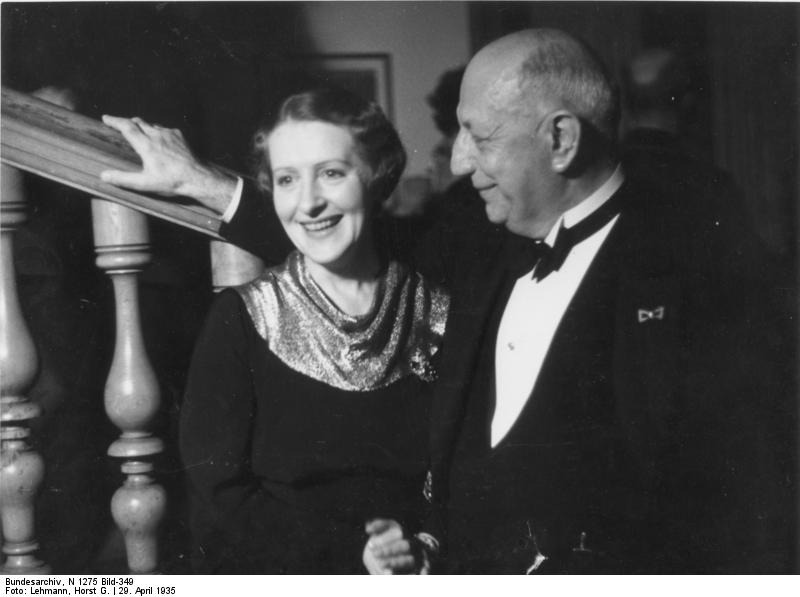
Хенни Портен и Оскар Местер, Международный конгресс кино. Берлин, 1935

При участии Местера его кинокомпании сняли около 200 фильмов, он был продюсером более 430 кинолент.

## Награды и отличия
- Награждён Железным крестом 2-й степени (1915 г.).
- В 1926 году ассоциацией немецких кинопроизводителей (ныне Общество ТВ и кинотехнологии/ Fernseh- und Kinotechnische Gesellschaft) была учреждена медаль имени Оскара Местера для награждения за особые заслуги в продвижении новинок в кинотехнологиях. Сам Местер в 1927 стал её первым лауреатом.
- В 1936 году стал почётным профессором Берлинского технического университета.
- В 1941 году награждён Медалью Гёте в области искусства и науки.
- На его могильном памятнике написано «старейшине кинематографии — изобретателю, исследователю и пионеру-основателю немецкой киноиндустрии» .